# Titidius albifrons
Titidius albifrons là một loài nhện trong họ Thomisidae.
Loài này thuộc chi Titidius. Titidius albifrons được Cândido Firmino de Mello-Leitão miêu tả năm 1929.